# 요시이정 (오카야마현 시쓰키군)
요시이정(美星町)은 오카야마현 남서부에 있던 정이며 시쓰키군에 속했다. 현재는 이하라 시에 편입되어 정사무소는 이하라 시청 요시이 지소로 되어 있다.

## 지리
기비 고원의 남단에 위치하고 히로시마 현과 경계를 접하고 있었다. 마을 대부분이 구릉과 산림이며, 오다강이 북에서 남으로 관류하고 있다.

## 역사
- 1904년 - 2촌이 합병해 요시이촌이 되었다.
- 1924년 - 정으로 승격해 요시이정이 되었다.
- 1954년 - 1정 3촌이 대등 합병해 신 요시이정이 되었다.
- 2005년 3월 1일 - 오다군 비세이정과 함께 이비라시에 편입합병되어 소멸하였다.

## 교통

### 도로
- 국도 제313호선 (일본)(일본어판)